# Platycheirus ciliger
Platycheirus ciliger är en tvåvingeart som beskrevs av Friedrich Hermann Loew 1856. Platycheirus ciliger ingår i släktet fotblomflugor, och familjen blomflugor. Inga underarter finns listade i Catalogue of Life.